# Масия

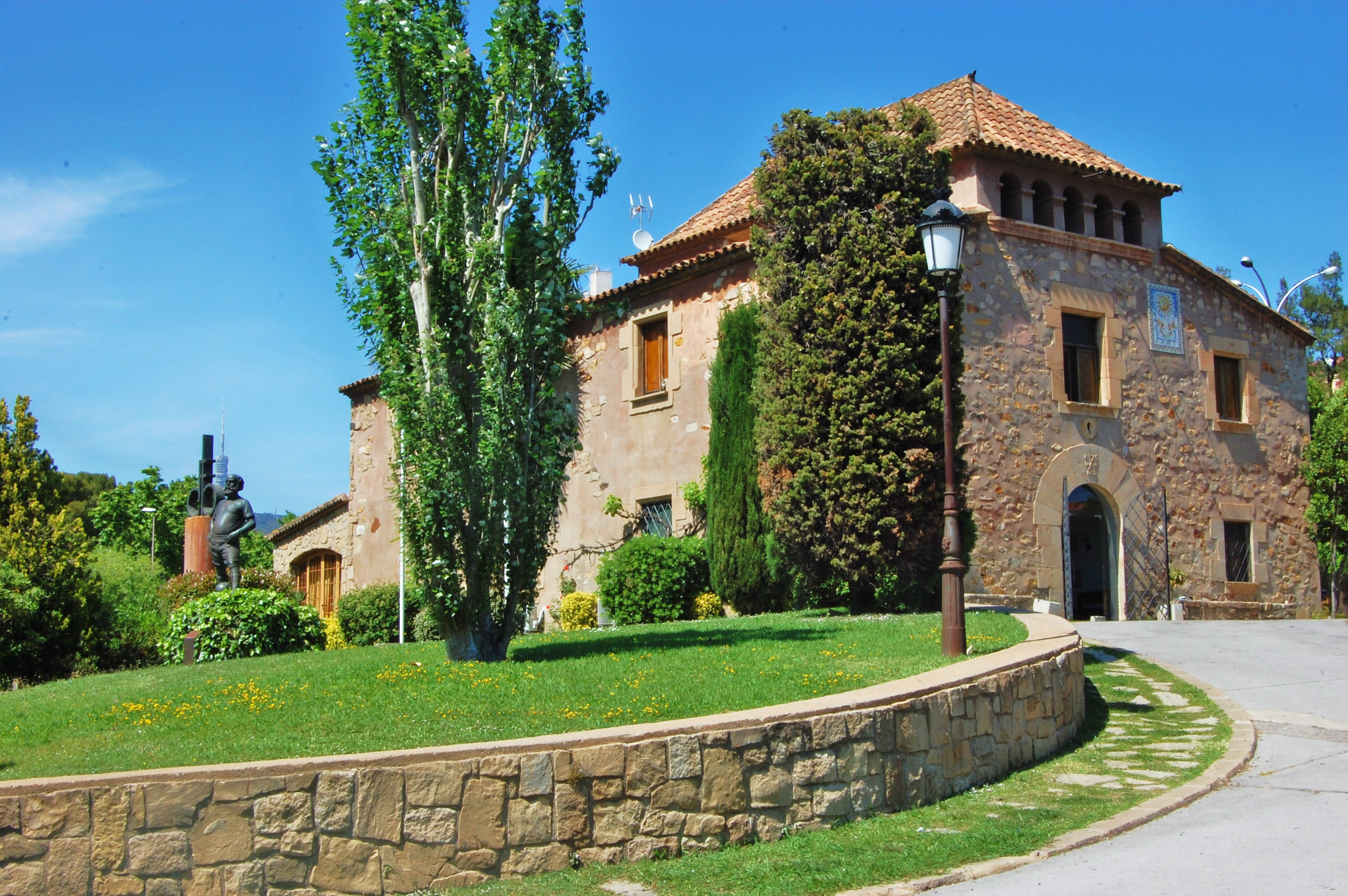
Масия Кан Планас, бывший центр подготовки ФК «Барселона».

Маси́я (кат. masia) — тип постройки в сельской местности, распространенный в восточной части Пиренейского полуострова (на территории бывшей Арагонской короны, Каталонии, Балеарских островов) и на юге Франции (в Провансе). Масия происходит от древнеримских вилл и, наряду с арагонскими и эстремадурскими домами, относится к кастильскому типу традиционных испанских жилищ. Это изолированные постройки, всегда связанные с аграрной и животноводческой деятельностью семейного типа.

## Строительная техника и материал
Строительные материалы, которые использовались при возведении масий, во все времена были разные. Кроме того, местоположение масий также обусловливало тип выбранного материала. В горных районах наиболее часто используемым материалом был необработанный камень. Рядом с дверями и окнами использовался слегка обработанный камень (la piedra picada). В Средние века камни соединялись с помощью глины, позже заменённой на известь или цемент. В королевстве Валенсия первые масии появились с целью заменить или дополнить хутора (alquerías). В тех местах, где камня было мало, приходилось использовать для строительства кирпич-сырец. Вне зависимости от материала, стены штукатурились и белились известью.
Большая часть этих загородных домов обращена фасадом к югу. Масии, построенные до XVI века, имели входные двери, выполненные в верхней части в виде арки (dovela). Впоследствии, в период до XVIII века, конструкция упростилась до перекладины (перемычки) над дверью. Вход обычно располагался со стороны фронта. Высота здания стандартно не превышала пяти метров. Перекрытие выполнялось с помощью решетки из деревянных балок, размещенных перпендикулярно по отношению к фасаду. Крыша, обычно двускатная, реже — четырёх скатная, покрывалась черепицей или плиткой, а в некоторых горных районах (например, в Пиренеях) — сланцевыми плитками.
Толщина стен составляла от 30 до 50 сантиметров. В некоторых богатых постройках, сооружённых в XVI—XVII веках, потолки помещений могли иметь  ребристые своды, но большинство помещений имело ровные потолки.
Обычно масия строилась в два этажа, внутреннее расположение пространства зависело от потребностей конкретной семьи. Как правило, первый этаж предназначался для собственно полевых работ, а жилые помещения располагались на втором этаже. Домашний скот занимал первый этаж или располагался отдельно, в стойлах. Иногда на первом этаже располагалась кухня с камином. Если масия имела третий этаж, там могли хранить зерновые и сено. Верхняя часть масии часто использовалась как голубятня.
Часто масия в приграничных или прибрежных зонах, таких как Валенсия, обладала оборонительными башнями (исп. miramar — следи за морем), или внешними стенами, чтобы защитить обитателей или подать сигнал тревоги в случае возможной вражеской атаки.

## ФК Барселона
Молодежная академия ФК Барселона называется Ла Масия, названная так потому, что раньше она располагалась в аутентичном здании 18-го века под названием "Масия де Канар". "Масия" расположена рядом с "Камп Ноу" в барселонском районе Лес Кортс и использовалась для размещения юных футболистов с 1979 по 2011 год.

## В наши дни
Большое количество строений этого типа в последнее время перестроили для сельского туризма и гостиничного бизнеса. В качестве места проведения отпуска, масии пользуются огромным успехом как среди местных жителей, так и среди иностранцев.